# Samuel Sené
Pour les articles homonymes, voir Sené.
Samuel Sené est un metteur en scène, directeur musical, pianiste et chef d'orchestre français. Il est actuellement producteur musical à Disneyland Paris, directeur artistique de Musidrama et de Kreypt.
Il a notamment remporté 4 TCM (Trophée de la comédie musicale) du meilleur metteur en scène et du meilleur auteur pour ses comédies musicales Comédiens! en 2018 et L’Homme de Schrödinger en 2019.

## Biographie
Samuel Sené décroche son baccalauréat à 14 ans, puis l’agrégation de mathématiques après l’École normale supérieure de Cachan où il entre à l’âge de 17 ans en 1999. Il devient le plus jeune agrégé de France dans cette discipline.
Il effectue ses études musicales d’abord au Conservatoire d’Orléans puis au conservatoire à rayonnement régional (CNR) de Saint-Maur, où il remporte ses premiers prix de piano, d’accompagnement et de direction.
Il travaille d’abord, à Paris, pour le théâtre national de l'Opéra-Comique et celui du Châtelet, puis au Brésil avec les orchestres de l'État de São Paulo. Il est chef d'orchestre de nombreux opéras et opérettes, tel que : Carmen, Orphée aux Enfers, Hamlet, La Belle Hélène, Death in Venice, Norma…. Il dirige aussi de nombreux événements populaires, dont le concert officiel de Star Wars au Grand Rex et les concerts du festival Jules Verne.
En tant que compositeur, il reçoit le soutien du Fonds de Création Lyrique de la société des auteurs et compositeurs dramatiques (SACD) pour son opéra Le dernier jour, et écrit les arrangements des opéras du Vaisseau Fantôme de Richard Wagner et de Dom Juan pour la Nouvelle Troupe Lyrique. Il compose la musique du ballet Derviche mon amour, et la musique de scène pour des pièces comme Roméo et Juliette et Dom Juan. Sa polyvalence l’emmène aussi sur le terrain de la musique de film et de la variété : arrangeur de Sabine Paturel, shows pop-symphoniques, programmes audiovisuels Universal, etc.
Il s’intéresse ensuite au musical anglo-saxon et exerce la fonction de directeur musical pour Fame (en), Un violon sur le toit, Rendez-vous, West Side Story, Next Thing You Know (en), Oliver, Fantasmes de demoiselles, et en tournée en 2018-19, Into the woods. Il est également directeur pédagogique des ateliers Musidrama. Créateur des West End Frenchies, fédération du théâtre musical francophile à Londres, il est directeur musical des soirées Voulez-vous sing with me tonight et du musical Pinot au Colour Theatre, à Londres également.
Sa double formation musicale et théâtrale lui permet de mettre en scène des opéras (Tosca, Orphée et Eurydice, Paillasse…), des spectacles musicaux (Contes sans frontière au théâtre des Célestins, les éditions 2008-2009 des Cérémonies des Marius, et les éditions 2012-2013 du Festival Ville en lumières de la ville de Troyes), les créations de théâtre musical Légendes parisiennes, #hashtags, Flop, Jack l’ombre de Whitechapel, Week-end !… ou du théâtre comme La leçon de Ionesco aux théâtres Mouffetard et Lucernaire. Il crée, en 2018, la comédie musicale Comédiens ! qu'il présente au théâtre de la Huchette. Cette dernière reçoit cinq trophées de la comédie musicale dont ceux des meilleurs livret et spectacle, et la meilleure mise en scène,. Dans la foulée, il crée L'homme de Schrödinger puis Contre-temps avec la même équipe créative à ses côtés.
La crise du coronavirus le pousse à aller hors des sentiers battus, il dirige ainsi la toute première chorale virtuelle française The Show Must Go On, vue plus de dix millions de fois sur les médias et réseaux du monde entier. Il crée C-o-n-t-a-c-t, expérience théâtrale distanciée 2.0, qui rencontre un succès immédiat et s’exporte dans plusieurs langues et une douzaine de pays, dont Londres, Rome, .... Il met en scène La flûte cyber-enchantée à l’Opéra de Vichy, utilisant toutes les nouvelles technologies vidéo, streaming, visioconférence pour un spectacle hyperconnecté et interactif.

## Théâtre et théâtre musical

### Metteur en scène
- 2010 : La Leçon, d’Eugène Ionesco. Théâtre Mouffetard, Théâtre Lucernaire, tournée française[25] ;
- 2012 : Ville en lumières, Le Trésor de Rachi, spectacle musical pour la ville de Troyes[26] ;
- 2013 : Ville en lumières, Et Troyes créa la femme, spectacle musical déambulatoire pour la ville de Troyes;
- 2014 : Légendes parisiennes, Conte musical de Raphaël Bancou, La Générale ;
- 2015 : #hashtags!, théâtre transmédia musical d'Alyssa Landry et Thierry Boulanger, La Générale ;
- 2016 : Flop, comédie musicale d'Alexandre Bonstein et Sinan Bertrand, musique de Patrick Laviosa. La Générale ;
- 2017 : Yves Montand, sous le ciel de Paris de S. Skomorokhov, Saint-Pétersbourg et tournée en Russie[27].
- 2017 : Jack l’ombre de Whitechapel, comédie musicale de Guillaume Bouchède et Michel Frantz. Théâtre Trévise[28] ;
- 2018 : Week-end !, comédie musicale d'Eric Chantelauze et Raphaël Bancou, La Générale ;
- 2018 : Comédiens !, de Samuel Sené, Eric Chantelauze et Raphaël Bancou. Théâtre de la Huchette[29],[30].
- 2018 : L’Homme de Schrödinger, de Samuel Sené, Eric Chantelauze et Raphael Bancou. Artistic Théâtre[31] ;
- 2018 : Un chant de Noël, d'Eric Chantelauze, Michel Frantz, Raphaël Bancou, Julien Mouchel et Vincent Merval. Artistic Théâtre[32];
- 2019 : Ca bouge, de Raphaël Callandreau, La Générale;
- 2019 : Anna attend l'amour, d'Elisa Ollier et Vincent Fernandel. Théâtre des Mathurins[33]
- 2020 : c-Ω-n-t-α-c-t, de Samuel Sené et Eric Chantelauze[34].
- 2020-2024 : Contre-temps, de Samuel Sené, Eric Chantelauze et Raphaël Bancou. Studio Hébertot, Artistic Théâtre, Buffon Théâtre.
- 2021 : La flûte cyber-enchantée, d'après l'opéra de Mozart et Schikaneder[35]. Opéra de Vichy.

### Directeur musical de comédies musicales
- 2006 : Un violon sur le toit, Tournée française. Mise en scène d'Olivier Bénézech. Direction d’orchestre et directeur vocal (coach vocal et chef de chœur) ;
- 2008 : Fame, Théâtre Comédia, puis tournée française. Mise en scène Ned Grujic. Direction vocale et musicale[36] ;
- 2010 : Rendez-vous, Théâtre de Paris, avec Kad Merad. Mise en scène Jean-Luc Revol. Direction d’orchestre en alternance ;
- 2010 : Diva Chorus, Théâtre du Châtelet. Direction du chœur pour le concert Broadway Lights[37] ;
- 2012-2014 : Le Noël Magique, Alhambra et Palais des Congrès, Paris.
- 2015 : Next Thing You Know, Tournée française. Production AMT Live. Directeur musical[38] ;
- 2015 : West End Frenchies, Londres, Directeur artistique (Cockpit Theatre (en), France Show, Bedroom Theatre…)[39] ;
- 2015 : The Answering Machine, création européenne du musical d'Andy Roninson. Direction musicale[40] ;
- 2015 : La revanche de Crochet, Théâtre des Variétés, musiques de Raphaël Sanchez. Direction vocale[41] ;
- 2018 : Into the woods, Opéra de Reims, Opéra de Massy, Théâtre de la Croix-Rousse de Lyon. Mise en scène Olivier Bénézech. Directeur musical[42].

## Musique

### Opéras
- 2001 : Carmen de G. Bizet, Opéra Choeur Ouvert. (mise en scène et direction)
- 2002 : Orphée aux Enfers d'Offenbach, Opéra Coté Chœur (mise en scène et direction)
- 2003 : Hamlet d'Ambroise Thomas, Opéra Coté Chœur (mise en scène)
- 2004 : Paillasse de Leoncavallo, Lyric'En Scène
- 2005 : Orphée et Eurydice de Gluck, La Croche Chœur
- 2005 : Tosca de Puccini, au Grand Dôme de Villebon (mise en scène)
- 2010 : Death in Venice de Britten, Opéra Coté Chœur (direction musicale)
- 2014 : Norma de Bellini, Opéra Coté Chœur (direction musicale)
- 2023 : Carmen de G. Bizet, Opéra Coté Chœur

### Chef d'orchestre de concerts
- 2005 : Concert Star Wars officiel au Grand Rex, pour la sortie de l'épisode III  [43]
- 2006 : Concert de clotûre du Festival Jules Verne au Grand Rex [44]
- 2012 et 2013 : Concerts symphoniques et lyriques au Brésil, avec les orchestres de l'État de Sao Paulo [43]
- 2019 : Broadway in Vichy, concert d'extraits de comédies musicales à travers les époques, avec l'orchestre Musidrama, à l'Opéra de Vichy [45]
- 2020-2024 : Bond Symphonique, Grand Rex, avec l'orchestre Colonne[46].
- 2023 : Vichy Fantastique, Opéra de Vichy, avec l'orchestre Colonne.
- 2024 : Orchestre Colonne à Evry, musiques classiques et musiques de film.
- 2024 : Vichy Féérie, Concert de dessins animés, Opéra de Vichy, avec l'orchestre Colonne[47].

### Compositions et Arrangements
- Divers programmes télévisés, depuis 2005 : Le Bruno Vaigasse Show (France5), Les plus étrangères de Paris (Editions Universal), Mangez-moi (Editions Universal),...
- 2002 : Le dernier jour, d'après Le dernier jour d'un condamné de V. Hugo - Opéra lauréat du F.C.L. (Fonds de création lyrique) de la SACD.
- 2012 : Le Noël Magique, Alhambra et Palais des Congrès, Paris.
- 2014 : Derviche mon amour, spectacle chorégraphique de Kawtar Kel, Compagnie Chorésophes. Vingtième Théâtre (Paris).
- Depuis 2016 : Ecriture de diverses musiques de scène, dont Roméo et Juliette et Dom Juan, mise en scène Manon Montel.
- 2020 : Arrangements et direction de The Show Must Go On, première chorale virtuelle française en réaction au premier confinement en 2020.
- Depuis 2023 : Producteur musical à Disneyland Paris

## Publication
- Allez, on s’échauffe !, Guide technique et pratique. Volume I "Le Chant"[48] et Volume II "La Voix parlée".

## Nominations et récompenses
- Lauréat du concours Wagner200, concours européen organisé par l'Associazione Lirica Concertistica Italiana (As.Li.Co.), pour arranger et composer une version réduite du Vaisseau Fantôme, de Richard Wagner, édité par Casa Ricordi ;
- Lauréat du Fonds de Création Lyrique de la SACD pour la création de Le dernier jour, opéra composé d’après l’œuvre de Victor Hugo ;
- Lauréat du 1er prix de l’action culturelle de la Fondation BMW, soutien de la tournée de l’opéra Hamlet d’Ambroise Thomas ;
- Trophées de la comédie musicale 2018 : Pour Comédiens !, lauréate de la meilleure comédie musicale, mise en scène et meilleur livret[49].
- Trophées de la comédie musicale 2019 : Pour L'homme de Schrodinger, lauréat des trophées de la meilleure mise en scène et du meilleur livret [50]
- Prix Innovation MaMA, RiffX / Crédit Mutuel, pour Kreypt Music[51].